# 109
109 (сто и девета) година по юлианския календар е невисокосна година, започваща в понеделник. Това е 109-а година от новата ера, 109-а година от първото хилядолетие, 9-а година от 2 век, 9-а година от 1-вото десетилетие на 2 век, 10-а година от 100-те години. В Рим е наричана Година на консулството на Палма и Тул (или по-рядко – 862 Ab urbe condita, „862-рата година от основаването на града“).

## Събития
- Консули в Рим са Авъл Палма Фронтониан и Публий Тул Рузон.